# Universidad Hang Seng de Hong Kong
La Universidad Hang Seng de Hong Kong (en inglés: The Hang Seng University of Hong Kong (HSUHK) (en chino: 香港恒生大學), antes: Hang Seng Management College (en chino: 恒生管理學院), es una universidad privada de artes liberales de Hong Kong.
Fue fundada en 1980. La universidad ofrece programas de 4 años de licenciatura en Hong Kong. HSUHK fue reconocida como la segunda universidad privada de Hong Kong por orden del Jefe del Ejecutivo del Consejo el día 30 de octubre de 2018. El actual rector es el Doctor Simon Ho.

## Campus
El campus está situado Siu Lek Yuen en New Territories, Sha Tin. El campus constaba de 5 edificios, en los cuales los edificios M y N se construyeron antes de 2011 y los edificios A, B y D se construyeron después de 2011.